# Ženščiny Prem'yer-liga 2016-2017
Il campionato russo di pallacanestro femminile 2016-2017 (Ženščiny Prem'yer-liga) è stato il 26º.
Il UMMC Ekaterinburg ha vinto il campionato per l'undicesima volta sconfiggendo nella finale play-off il Dinamo Kursk per 3-1.

## Regolamento
Le squadre classificate dal primo all'ottavo posto al termine della regular season si qualificano ai play-off per l'assegnazione del titolo di campione di Russia.
Le squadre dal nono all'undicesimo posto si qualificano per i play-out.

## Squadre partecipanti
Il campionato si riduce a 11 squadre. Dalla stagione precedente Energy Ivanovo viene retrocessa in Superliga 1.
| Squadra            | Allenatore                                             | Campo di gioco                         | Risultato stagione 2015-16 |
| ------------------ | ------------------------------------------------------ | -------------------------------------- | -------------------------- |
| UMMC Ekaterinburg  | Olaf Lange                                             | Uralochka di Ekaterinburg              | 1º posto in ŽPL            |
| Nadežda Orenburg   | Roberto Iñigues                                        | SKK Orenbourje di Orenburg             | 2º posto in ŽPL            |
| Dinamo Kursk       | Lucas Mondelo                                          | Dinamo Arena di Kursk                  | 3º posto in ŽPL            |
| Sparta&K Vidnoe    | Andrey Dolopchi                                        | Stadium di Vidnoe                      | 4º posto in ŽPL            |
| MBA Mosca          | Aleksandr Diratsuyan                                   | Palazzetto Dinamo Krylatskoye di Mosca | 5º posto in ŽPL            |
| D. Novosibirsk     | Dmitriy Shumikhin                                      | Sportkompleks Sever di Novosibirsk     | 6º posto in ŽPL            |
| Enisey Krasnojarsk | Ol'ga Shuneykina                                       | Arena-Sever di Krasnoyarsk             | 7º posto in ŽPL            |
| Vologda-Čevakata   | Dmitriy Donskov                                        | Palazzo dello Sport di Vologda         | 8º posto in ŽPL            |
| Dinamo Mosca       | Aleksandr Vasin                                        | Palazzetto Dinamo Krylatskoye di Mosca | 9º posto in ŽPL            |
| Spartak Noginsk    | Tat'jana Larina                                        | Sportkompleks Znamya di Noginsk        | 10º posto in ŽPL           |
| Kazanochka Kazan'  | Aleksandr Chernov (fino a gennaio) Margarita Berzegova | Basket Hall di Kazan'                  | 11º posto in ŽPL           |

## Stagione regolare

### Classifica
|  | Pos. | Squadra             | Pt. | G  | V  | P  | PtF  | PtS  | Dif. | DPsd | Qualif.     |
|  | ---- | ------------------- | --- | -- | -- | -- | ---- | ---- | ---- | ---- | ----------- |
|  | 1.   | Dinamo Kursk        | 39  | 20 | 19 | 1  | 1716 | 1121 | +595 | +6   | ai play-off |
|  | 2.   | UMMC Ekaterinburg   | 39  | 20 | 19 | 1  | 1634 | 1110 | +524 | -6   | ai play-off |
|  | 3.   | BK Nadezhda         | 36  | 20 | 16 | 4  | 1475 | 1247 | +228 |      | ai play-off |
|  | 4.   | BK Chevakata        | 30  | 20 | 10 | 10 | 1422 | 1485 | -63  |      | ai play-off |
|  | 5.   | Dinamo Mosca        | 29  | 20 | 9  | 11 | 1357 | 1436 | -79  | +7   | ai play-off |
|  | 6.   | MBA Mosca           | 29  | 20 | 9  | 11 | 1385 | 1468 | -83  | -7   | ai play-off |
|  | 7.   | Dinamo Novosibirsk  | 28  | 20 | 8  | 12 | 1293 | 1410 | -117 |      | ai play-off |
|  | 8.   | Sparta&K MR Vidnoje | 27  | 20 | 7  | 13 | 1216 | 1392 | -176 | +33  | ai play-off |
|  | 9.   | Enisey              | 27  | 20 | 7  | 13 | 1320 | 1452 | -132 | -33  | ai play-out |
|  | 10.  | Kazanochka          | 26  | 20 | 6  | 14 | 1229 | 1401 | -172 |      | ai play-out |
|  | 11.  | Spartak MO Noginsk  | 20  | 20 | 0  | 20 | 1084 | 1609 | -525 |      | ai play-out |

Legenda:
       Campione di Russia.
      Ammessa ai play-off.
      Ammessa ai play-out.
      Non ammessa alla ŽPL 2017-2018.
  Vincitrice della Coppa di Russia.
Note:
Due punti a vittoria, uno a sconfitta.

### Risultati
|                     | CHE    | NAD   | KUR    | DMO   | DNO   | ENI   | KAZ    | MBA   | VID   | NOG   | EKA    |
| ------------------- | ------ | ----- | ------ | ----- | ----- | ----- | ------ | ----- | ----- | ----- | ------ |
| BK Chevakata        |        | 44-67 | 54-85  | 98-78 | 73-69 | 81-74 | 83-62  | 92-85 | 75-59 | 79-59 | 56-76  |
| BK Nadezhda         | 83-79  |       | 51-83  | 76-71 | 73-56 | 92-55 | 78-56  | 80-61 | 78-49 | 87-54 | 53-67  |
| Dinamo Kursk        | 95-61  | 69-65 |        | 85-47 | 95-51 | 87-57 | 111-53 | 86-74 | 71-44 | 87-30 | 99-86  |
| Dinamo Mosca        | 76-72  | 57-73 | 56-89  |       | 64-71 | 71-88 | 75-70  | 73-79 | 59-47 | 93-49 | 47-100 |
| Dinamo Novosibirsk  | 52-60  | 61-99 | 57-84  | 84-74 |       | 88-84 | 74-53  | 62-75 | 47-42 | 88-63 | 56-74  |
| Enisey              | 84-66  | 55-62 | 59-88  | 63-69 | 66-55 |       | 62-50  | 72-82 | 51-71 | 68-44 | 53-91  |
| Kazanochka          | 55-78  | 54-70 | 61-67  | 51-62 | 66-58 | 75-61 |        | 69-74 | 65-69 | 65-58 | 47-67  |
| MBA Mosca           | 77-69  | 60-61 | 59-83  | 70-83 | 55-76 | 55-66 | 62-66  |       | 73-63 | 93-56 | 63-106 |
| Sparta&K MR Vidnoje | 79-69  | 64-84 | 49-109 | 59-79 | 69-60 | 76-63 | 55-77  | 53-74 |       | 86-63 | 53-70  |
| Spartak MO Noginsk  | 53-61  | 63-86 | 44-87  | 54-77 | 57-72 | 52-81 | 62-85  | 68-73 | 61-75 |       | 53-77  |
| UMMC Ekaterinburg   | 117-72 | 89-57 | 63-56  | 58-46 | 84-56 | 97-58 | 75-49  | 84-41 | 64-54 | 89-41 |        |

## Play-out
Le gare si sono disputate il 24, 25 e 26 marzo 2017 a Krasnoyarsk.

### Classifica
|  | Pos. | Squadra            | Pt. | G | V | P | PtF | PtS | Dif. |
|  | ---- | ------------------ | --- | - | - | - | --- | --- | ---- |
|  | 9.   | Kazanochka         | 4   | 2 | 2 | 0 | 158 | 131 | +27  |
|  | 10.  | Enisey             | 3   | 2 | 1 | 1 | 150 | 136 | +14  |
|  | 11.  | Spartak MO Noginsk | 2   | 2 | 0 | 2 | 118 | 159 | -41  |

Note:
Due punti a vittoria, uno a sconfitta.

### Risultati
|                    | ENI   | KAZ   | NOG   |
| ------------------ | ----- | ----- | ----- |
| Enisey             |       | 64-85 |       |
| Kazanochka         |       |       | 73-67 |
| Spartak MO Noginsk | 51-86 |       |       |

## Play-off
Le gare si sono disputate tra il 18 marzo e il 1º maggio 2017.
|  | Quarti di finale | Quarti di finale    | Quarti di finale    | Quarti di finale | Quarti di finale |  |  | Semifinali        | Semifinali        | Semifinali        | Semifinali        | Semifinali |    |    | Finale            | Finale            | Finale            | Finale            | Finale          | Finale          | Finale          |  |
|  |                  |                     |                     |                  |                  |  |  |                   |                   |                   |                   |            |    |    |                   |                   |                   |                   |                 |                 |                 |  |
|  | 1                | Dinamo Kursk        | Dinamo Kursk        | 93               | 86               |  |  |                   |                   |                   |                   |            |    |    |                   |                   |                   |                   |                 |                 |                 |  |
|  | 8                | Sparta&K MR Vidnoje | Sparta&K MR Vidnoje | 60               | 60               |  |  | Dinamo Kursk      | Dinamo Kursk      | Dinamo Kursk      | 77                | 98         |    |    |                   |                   |                   |                   |                 |                 |                 |  |
|  | 4                | BK Chevakata        | 70                  | 83               | 72               |  |  | Dinamo Mosca      | Dinamo Mosca      | Dinamo Mosca      | 54                | 62         |    |    |                   |                   |                   |                   |                 |                 |                 |  |
|  | 5                | Dinamo Mosca        | 75                  | 57               | 80               |  |  |                   |                   |                   |                   |            |    |    | Dinamo Kursk      | Dinamo Kursk      | 56                | 64                | 78              | 75              | 82              |  |
|  | 2                | UMMC Ekaterinburg   | UMMC Ekaterinburg   | 94               | 91               |  |  |                   |                   | UMMC Ekaterinburg | UMMC Ekaterinburg | 67         | 54 | 62 | 82                | 83                |                   |                   |                 |                 |                 |  |
|  | 7                | Dinamo Novosibirsk  | Dinamo Novosibirsk  | 56               | 43               |  |  | UMMC Ekaterinburg | UMMC Ekaterinburg | UMMC Ekaterinburg | 85                | 80         |    |    |                   |                   |                   |                   |                 |                 |                 |  |
|  | 3                | Nadezhda Orenburg   | Nadezhda Orenburg   | 103              | 94               |  |  | Nadezhda Orenburg | Nadezhda Orenburg | Nadezhda Orenburg | 50                | 64         |    |    |                   |                   |                   |                   |                 |                 |                 |  |
|  | 6                | MBA Mosca           | MBA Mosca           | 71               | 60               |  |  |                   |                   |                   |                   |            |    |    | Finale 3º posto   | Finale 3º posto   | Finale 3º posto   | Finale 3º posto   | Finale 3º posto | Finale 3º posto | Finale 3º posto |  |
|  |                  |                     |                     |                  |                  |  |  |                   |                   |                   |                   |            |    |    |                   |                   |                   |                   |                 |                 |                 |  |
|  |                  |                     |                     |                  |                  |  |  |                   |                   |                   |                   |            |    |    | Nadezhda Orenburg | Nadezhda Orenburg | Nadezhda Orenburg | Nadezhda Orenburg | 61              | 99              | 77              |  |
|  |                  |                     |                     |                  |                  |  |  |                   |                   |                   |                   |            |    |    | Dinamo Mosca      | Dinamo Mosca      | Dinamo Mosca      | Dinamo Mosca      | 52              | 51              | 70              |  |

|  | Semifinali 5º-8º posto | Semifinali 5º-8º posto | Semifinali 5º-8º posto | Semifinali 5º-8º posto | Semifinali 5º-8º posto |  |  | Finale 5º posto     | Finale 5º posto     | Finale 5º posto | Finale 5º posto | Finale 5º posto |  |
|  |                        |                        |                        |                        |                        |  |  |                     |                     |                 |                 |                 |  |
|  | 4                      | BK Chevakata           | 63                     | 58                     | 77                     |  |  |                     |                     |                 |                 |                 |  |
|  | 8                      | Sparta&K MR Vidnoje    | 55                     | 63                     | 58                     |  |  | BK Chevakata        | BK Chevakata        | BK Chevakata    | 85              | 75              |  |
|  | 6                      | MBA Mosca              | 87                     | 66                     | 89                     |  |  | MBA Mosca           | MBA Mosca           | MBA Mosca       | 77              | 68              |  |
|  | 7                      | Dinamo Novosibirsk     | 76                     | 72                     | 73                     |  |  |                     |                     |                 |                 |                 |  |
|  |                        |                        |                        |                        |                        |  |  |                     |                     |                 |                 |                 |  |
|  |                        |                        |                        |                        |                        |  |  | Finale 7º posto     |                     |                 |                 |                 |  |
|  |                        |                        |                        |                        |                        |  |  |                     |                     |                 |                 |                 |  |
|  |                        |                        |                        |                        |                        |  |  | Dinamo Novosibirsk  | Dinamo Novosibirsk  | 58              | 65              | 67              |  |
|  |                        |                        |                        |                        |                        |  |  | Sparta&K MR Vidnoje | Sparta&K MR Vidnoje | 54              | 76              | 60              |  |

## Verdetti
- Campione di Russia:  UMMC Ekaterinburg.
Formazione:[1][2] (1) Viktoriya Zav'yalova, (2) Sancho Lyttle, (3) Yelizaveta Komarova, (4) Ol'ga Artešina, (5) Evgenija Beljakova, (7) Alba Torrens, (9) Nika Barič, (14) Deanna Nolan, (15) Natal'ja Vieru, (20) Kristi Toliver, (25) Marija Čerepanova, (31) Anna Petrakova, (32) Diana Taurasi, (33) Emma Meesseman, (42) Brittney Griner. All.: Olaf Lange.
- Non ammessa alla stagione successiva:   Vologda-Čevakata.
- Vincitrice Coppa di Russia:  UMMC Ekaterinburg.